# Herpsilochmus sellowi
Herpsilochmus sellowi là một loài chim trong họ Thamnophilidae.